# Usuaris actius
La mètrica d'usuaris actius és un indicador de rendiment del programari que mesura el grau d'interacció amb un producte o aplicació. Es basa en el recompte de les interaccions actives dels usuaris o visitants durant un període específic, que pot ser diari, setmanal o mensual.
La mètrica té molts usos en la gestió de programari, com ara en serveis de xarxes socials, jocs en línia o aplicacions mòbils, en analítiques web com en aplicacions web, en comerç com en banca en línia i en l'àmbit acadèmic, com ara en l'anàlisi del comportament dels usuaris i la predicció. analítiques. Tot i que té uns usos extensius en l'aprenentatge, la predicció i la generació d'informes digitals, també té impactes en la privadesa i la seguretat, i els factors ètics s'han de tenir en compte a fons. Mesura quants usuaris visiten o interactuen amb el producte o servei durant un interval o període determinat. Tanmateix, no hi ha una definició estàndard d'aquest terme, de manera que la comparació dels informes entre diferents proveïdors d'aquesta mètrica és problemàtica. A més, la majoria de proveïdors tenen l'interès de mostrar aquest nombre el més alt possible, definint, per tant, fins i tot la interacció més mínima com a "activa". Tot i així, el nombre és una mètrica rellevant per avaluar el desenvolupament de la interacció dels usuaris d'un determinat proveïdor.
Aquesta mètrica s'avalua habitualment per mes com a usuaris actius mensuals (en anglès monthly active users o MAU), per setmana com a usuaris actius setmanals (en anglès weekly active users o WAU), per dia com a usuaris actius diaris (en anglès daily active users o DAU) i usuaris simultàniament màxims (en anglès peak concurrent users o PCU).

## Ús comercial

### Predictors del mesurament de la participació d'èxit (KPI) i publicitat
Els usuaris actius, independentment de l'escala temporal, proporcionen una idea aproximada de la quantitat de clients recurrents que manté un producte. Comparar l'evolució d'aquesta xifra permet predir el creixement o la disminució del nombre de consumidors. En l'àmbit empresarial, l'èxit d'una xarxa social sovint s'associa amb una xarxa d'usuaris actius en expansió (amb un volum més gran de visites al lloc), les relacions socials entre aquests usuaris i el contingut que generen. Els usuaris actius poden actuar com un indicador clau de rendiment (KPI), ajudant a gestionar i anticipar l'èxit futur, així com a mesurar el creixement i el volum actual d'usuaris que visiten i interactuen amb el lloc. La relació entre els usuaris actius diaris (DAU) i mensuals (MAU) ofereix una eina bàsica per estimar la participació i la taxa de retenció dels clients al llarg del temps. Una proporció més alta entre DAU i MAU suggereix una major probabilitat de retenció, la qual cosa sovint reflecteix l'èxit d'un producte. Es considera que ràtios de 0,15 o superiors indiquen un punt d'inflexió cap al creixement, mentre que proporcions sostingudes de 0,2 o més són senyal d'un èxit perdurable.
Chen, Lu, Chau i Gupta (2014) argumenten que un nombre més gran d'usuaris (early adopters) donarà lloc a un major contingut generat pels usuaris, com ara publicacions de fotos i vídeos, que "promociona i propaga" l'acceptació de les xarxes socials., contribuint al creixement de les xarxes socials. El creixement de l'ús de les xarxes socials, caracteritzat per l'augment d'usuaris actius en un període predeterminat, pot augmentar la presència social d'un individu. La presència social es pot definir com el grau en què un mitjà de comunicació de xarxes socials permet que un individu se senti present amb els altres.
Els resultats de la investigació de Moon i Kim (2001) van trobar que el gaudi dels sistemes web per part dels individus té impactes positius en les seves percepcions sobre el sistema i, per tant, formarien "una alta intenció de comportament per utilitzar-lo". Munnukka (2007) han trobat fortes correlacions entre l'experiència prèvia positiva de tipus relacionats de comunicacions i l'adopció de nous serveis de comunicació de llocs mòbils. Tanmateix, també hi ha casos en què els usuaris actius i els ingressos semblaven tenir una correlació negativa. Per exemple, els guanys de Snap Inc. en usuaris actius diaris (DAU) s'han estabilitzat o disminuït durant la pandèmia de COVID-19, els ingressos encara superen les estimacions, amb tendències sòlides i similars en el període actual.

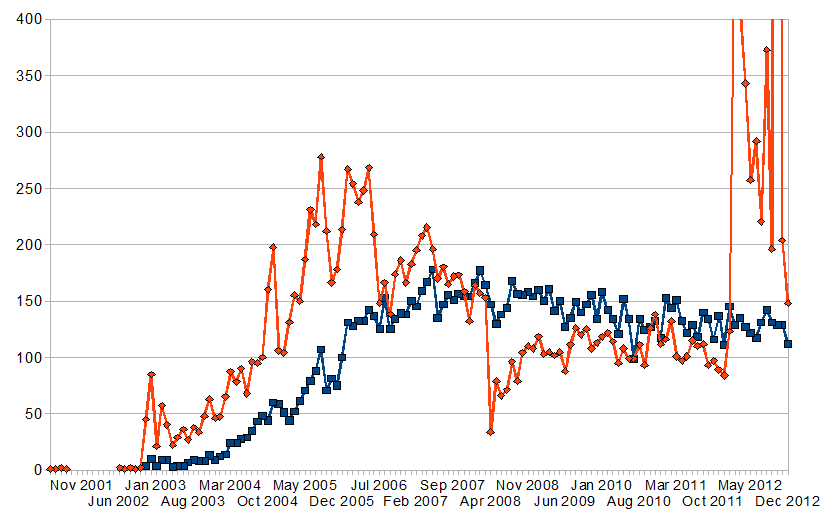
Nombre d'articles nous (línia vermella) i usuaris actius (línia blava) a la Viquipèdia sueca

Un nombre més gran d'usuaris actius augmenta el nombre de visites a llocs concrets. Amb més trànsit, més anunciants seran atrets, la qual cosa contribuirà a la generació d'ingressos. El 2014, el 88% de l'objectiu de l'empresa per a l'ús de les xarxes socials és la publicitat. L'augment d'usuaris actius permet als llocs de xarxes socials crear i seguir més perfils de clients, que es basen en les necessitats i els patrons de consum del client. Les dades dels usuaris actius es poden utilitzar per determinar períodes de trànsit elevat i crear models de comportament dels usuaris que s'utilitzen per a la publicitat dirigida. L'augment dels perfils de clients, a causa de l'augment d'usuaris actius, garanteix una publicitat personalitzada i personalitzada més rellevant. Bleier i Eisenbeiss (2015) van trobar que els anuncis més personalitzats i rellevants augmenten les "respostes visuals " i enforteixen significativament l'eficàcia del " bàner anunciat". DeZoysa (2002) va trobar que els consumidors són més propensos a obrir i respondre als anuncis personalitzats que són rellevants per a ells.

### Propòsits d'informació externa
El Financial Accounting Standard Board defineix que l'objectiu dels informes financers és proporcionar informació financera rellevant i material als usuaris dels estats financers per permetre la presa de decisions i assegurar una assignació eficient dels recursos econòmics. Totes les entitats informants, principalment les empreses que cotitzen en borsa i les grans empreses privades estan obligades per llei a complir els requisits de divulgació i normes comptables. Per exemple, a Austràlia, les empreses han de complir les normes comptables establertes per l' Australian Accounting Standards Board, que forma part de la Llei de corporacions de 2001. En el context de l'empresa de xarxes socials, també hi ha informes d'informació no financera, com ara el nombre d'usuaris (usuaris actius). Alguns exemples poden incloure:
| Companyia | Mètriques no financeres                                                                                 |
| --------- | --- |
| Facebook  | Usuaris actius diaris (Daily active users o DAU), usuaris actius mensuals (Monthly active users or MAU) |
| Twitter   | Usuaris actius mensuals (MAU), visualitzacions de cronologia per MAU                                    |
| Groupon   | Unitats de client actives                                                                               |

Els mètodes alternatius per informar d'aquestes mètriques són a través de les xarxes socials i la web, que s'han convertit en una part important de l'"entorn d'informació" de l'empresa per informar d'informació financera i no financera, segons Frankel (2004), per la qual s'està rebent informació rellevant de l'empresa. difondre i difondre en breus períodes entre xarxes d'inversors, periodistes i altres intermediaris i grups d'interès. L'agregador de blocs d'inversió, com Seeking Alpha, s'ha convertit en important per als analistes financers professionals, que donen recomanacions sobre la compra i venda d'accions. Els estudis de Frieder i Zittrain (2007) han plantejat noves preocupacions sobre com els informes d'informació de les tecnologies de les comunicacions digitals tenen la capacitat d'afectar els participants del mercat.
Admiraal (2009)  va subratllar que les mètriques no financeres informades per les empreses de xarxes socials, inclosos els usuaris actius, poden no oferir una garantia desitjable en les mesures d'èxit, ja que les orientacions i les regulacions d'informació que garanteixen la fiabilitat i la qualitat de la informació són massa poques i encara no s'han estandarditzat. Cohen et al. (2012) la investigació sobre un conjunt d'indicadors de rendiment econòmic va trobar que hi ha una manca de divulgacions extenses i una variabilitat material entre les pràctiques de divulgació basades en indústries i mides. L'any 2008, la Comissió de Borsa i Valors dels EUA va adoptar un enfocament prudent en revisar les seves directrius de divulgació pública per a les empreses de xarxes socials i va afirmar que la informació era " complementària en lloc de suficient per elles mateixes". Alexander, Raquel, Gendry i James (2014) van recomanar que els executius i els directius haurien d'adoptar un enfocament més estratègic en la gestió de les relacions amb els inversors i les comunicacions corporatives, assegurant-se que les necessitats dels inversors i dels analistes es compleixin conjuntament.

## Ús a l'àmbit acadèmic

### Investigació i anàlisi i predicció del comportament web
La mètrica d'usuari actiu pot ser especialment útil en l'anàlisi del comportament i l'anàlisi predictiva. La mètrica d'usuari actiu en el context de l'anàlisi predictiva es pot aplicar en diversos camps, com ara ciència actuarial, màrqueting, serveis financers, assistència sanitària, jocs en línia i xarxes socials. Lewis, Wyatt i Jeremy (2015), per exemple, han utilitzat aquesta mètrica per realitzar una investigació en els camps de l'assistència sanitària per estudiar la qualitat i els impactes d'una aplicació mòbil i han predit els límits d'ús d'aquestes aplicacions.
Els usuaris actius també poden ser una font de dades útil en estudis que analitzen problemes de salut mental, els quals es preveu que podrien costar a l'economia global fins a 16 bilions de dòlars nord-americans l'any 2030 si no es destinen recursos suficients a abordar aquesta qüestió. Mitjançant l'anàlisi del comportament web, Chuenphitthayavut, Zihuang i Zhu (2020) van descobrir que la promoció del suport informatiu, social i emocional que representa la percepció dels mitjans de comunicació i del públic té efectes positius en la intenció conductual dels participants de la investigació d'utilitzar la intervenció de salut mental en línia. Es troba un programa d'educació psicològica en línia, un tipus d'intervencions de salut mental en línia que promouen el benestar i la disminució de la concepció suïcida.
En el camp dels jocs en línia, els usuaris actius són una eina valuosa per predir el comportament i les taxes d'abandonament. Per exemple, característiques com la "durada activa" i el "nombre de sessions" poden tenir correlacions inverses amb les taxes d'abandonament, on "temps de joc més curts i un nombre reduït de sessions" s'associen amb un percentatge d'abandonament més elevat. Jia et al. (2015) van demostrar que hi ha estructures socials que transpiren o sorgeixen i es centren al voltant de jugadors molt actius, amb semblances estructurals entre jocs en línia multijugador, com ara StarCraft II i Dota.
La mètrica d'Usuaris Actius pot servir per predir trets de personalitat, els quals es poden classificar i agrupar en diferents categories. Aquestes categories mostren un nivell de precisió que varia entre el 84% i el 92%. En funció del nombre d'usuaris d'un grup en particular, l'objecte d'Internet associat a ell es pot considerar "tendència" i com a "àrea d'interès".

## Consideracions ètiques i limitacions
Amb l'evolució d'Internet en una eina utilitzada per a les comunicacions i la socialització, les consideracions ètiques també han passat de ser basades en dades a "centrades en l'ésser humà", complicant encara més les qüestions ètiques relacionades amb els conceptes de públic i privat en dominis en línia, en què els investigadors i els subjectes ho fan. no entendre completament els termes i condicions Cal tenir en compte les consideracions ètiques en termes de consentiment participatiu, confidencialitat de dades-privadesa-integritat i normes disciplinàries-indústria-professionals i estàndards acceptats en computació en núvol i investigació de big data. Boehlefeld (1996) va assenyalar que els investigadors solen referir-se a principis ètics en les seves respectives disciplines, ja que busquen orientació i van recomanar les directrius de l'Association for Computing Machinery per ajudar els investigadors de les seves responsabilitats en els seus estudis de recerca en tecnològic o ciberespai.
El consentiment informat es refereix a una situació en què el participant participa voluntàriament en la investigació amb el ple reconeixement dels mètodes d'investigació, els riscos i les recompenses associats. Amb l'augment d'Internet com a eina de xarxes socials, els usuaris actius poden enfrontar-se a reptes únics per obtenir consentiments informats. Les consideracions ètiques poden incloure el grau de coneixement dels participants i l'adequació a l'edat, les maneres i aspectes pràctics en què els investigadors informen i "quan" sigui apropiat renunciar al consentiment. Crawford i Schultz (2014)  han assenyalat que el consentiment és "innombrable" i "encara per determinar" abans de dur a terme la investigació. Grady et al. (2017) va assenyalar que els avenços tecnològics poden ajudar a obtenir el consentiment sense la reunió en persona dels investigadors (investigadors) i els participants de la investigació.
Moltes investigacions es basen en dades individualitzades que inclouen la identitat en línia dels usuaris (els seus clics, lectures, moviments) i els continguts que consumeixen. A través de l'anàlisi d'aquestes dades, es poden fer inferències sobre les seves preferències, relacions socials i hàbits de moviment o de treball. Tot i que en alguns casos això pot beneficiar els individus significativament, en d'altres, podria comportar conseqüències negatives o perjudicar-los. Afolabi i García-Basteiro (2017) creien que el consentiment informat per als estudis de recerca va més enllà de "fer clic als blocs o subministrar la signatura", ja que els participants podrien haver-se sentit pressionats per unir-se a la investigació, sense que l'investigador tingués consciència de la situació. Encara no hi ha una forma universalment acceptada d'estàndards i normes de la indústria en termes de privadesa de dades, confidencialitat i integritat, una consideració ètica crítica, però hi ha hagut intents de dissenyar un procés per supervisar les activitats de recerca i la recollida de dades per complir millor. les expectatives de la comunitat i dels usuaris finals. També hi ha debats polítics al voltant de qüestions ètiques relacionades amb la integració de l'edtech (tecnologia educativa) en l'entorn educatiu de K-12, ja que els nens menors són percebuts com el segment més vulnerable de tota la població.

## Limitacions tècniques i reptes
Moltes empreses de xarxes socials tenen els seus respectius mètodes de definició de diferències i de càlcul de la mètrica dels usuaris actius. Aquestes diferències sovint provoquen diferències en la variable que està mesurant la mètrica. Wyatt (2008) argumenta que hi ha proves que algunes mètriques informades per les empreses de xarxes socials no semblen ser fiables, ja que requereixen judicis categòrics, però encara són rellevants pel que fa al valor per als usuaris dels estats financers. Luft (2009) va transmetre que la mètrica no financera, com els usuaris actius, presenta reptes en la precisió de la mesura i l'adequació de la ponderació quan es combina amb les mesures d'informació comptable. Hi ha hagut una notació creixent de la premsa empresarial i del món acadèmic. sobre les convencions corporatives de divulgació d'aquesta informació.
Els usuaris actius es determinen a partir de les dades internes recollides per cada empresa. Aquestes dades es basen en els usuaris únics que duen a terme accions específiques que els sistemes de recopilació consideren indicadors d'activitat. Aquestes accions poden incloure visitar la pàgina d'inici o la de presentació d'un lloc web, iniciar sessió, comentar, carregar contingut o realitzar altres interaccions amb el producte. També es poden comptabilitzar com a usuaris actius aquells que estan subscrits a un servei durant la seva vigència. Cada empresa utilitza el seu propi mètode per calcular el nombre d'usuaris actius, i sovint no fan públics els detalls específics d'aquests càlculs. A més, algunes empreses poden modificar el seu mètode de càlcul amb el temps. La definició d'una acció com a indicador d'activitat afecta significativament la qualitat de les dades; si l'acció no reflecteix amb precisió la implicació real amb el producte, pot conduir a dades errònies o enganyoses. És possible que accions bàsiques, com iniciar sessió, no reflecteixin amb precisió la implicació real del client, ja que poden inflar artificialment el nombre d'usuaris actius. Al mateix temps, accions més específiques, com penjar contingut o comentar, podrien ser massa restrictives per a alguns productes i no representar adequadament l'activitat general dels usuaris. Això pot conduir a una visió esbiaixada de com els usuaris interactuen realment amb el producte. Per tant, és crucial definir les accions d'activitat amb cura per obtenir una mesura precisa de la implicació del client.
Weitz, Henry i Rosenthal (2014) van suggerir que els factors que poden afectar la precisió de mètriques com els usuaris actius inclouen qüestions relacionades amb la definició i el càlcul, les circumstàncies d'inflació enganyosa, l'especificació d'incertesa i els comptes compartits per l'usuari, duplicats o falsos. Els autors descriuen el criteri d'usuaris actius mensuals de Facebook com a usuaris registrats en els darrers 30 dies, han utilitzat el missatger i han pres accions per compartir contingut i activitat diferents de LinkedIn que utilitza membres registrats, visites de pàgines i visualitzacions. Per exemple, un client que utilitza Facebook una vegada per "comentar" o "compartir contingut", també es pot comptar com a "usuari actiu". Una possible causa d'aquestes imprecisions en el mesurament són els sistemes de pagament per rendiment implementats, que fomenten els comportaments desitjats, inclòs el sistema de treball d'alt rendiment. A les empreses de xarxes socials, els usuaris actius és una de les mètriques crucials que mesura l'èxit del producte. Trueman, Wong i Zhang (2000) han trobat que, en la majoria dels casos, els visitants únics i les pàgines vistes com a mesura de l'ús web tenen en compte els canvis en els preus de les accions i els ingressos nets de les empreses d'Internet. Lazer, Lev i Livnat (2001) van trobar que el lloc web més popular generava majors rendibilitats d'accions, en la seva anàlisi de recerca de dades de trànsit de les empreses d'Internet mitjançant la divisió de dades de trànsit superiors i inferiors a la mitjana. Rendir més rendiments de la cartera pot influir en els inversors a votar un paquet de bonificacions més favorable per a la gestió executiva. La investigació de Kang, Lee i Na (2010) sobre la crisi financera mundial el 2007–2008 destaca la importància de la prevenció dels " incentius d'expropiació" dels inversors, que proporciona implicacions molt destacades sobre el govern corporatiu, especialment durant un xoc econòmic.
L'usuari actiu està limitat a l'hora d'examinar els comportaments dels usuaris abans i després de l' adopció. El compromís dels usuaris amb un producte en línia en particular també pot dependre de la confiança i de la qualitat de les alternatives. S'ha trobat que els efectes del comportament abans de l'adopció en el comportament posterior a l'adopció, predits per investigacions anteriors, tenen associacions amb factors com l'hàbit, el gènere i altres demografies socioculturals. Buchanan i Gillies (1990) i Reichheld i Schefter (2000)  argumenten que els comportaments posteriors a l'adopció i l'ús continu són "relativament més importants que el primer ús o l'ús inicial", ja que mostra "el grau de fidelitat del consumidor", i això, finalment, produeix valor a llarg termini del producte.